# Мощениця (Зґерський повіт)
Мощениця (пол. Moszczenica) — село в Польщі, у гміні Зґеж Зґерського повіту Лодзинського воєводства.